# Hospital de Clínicas Nicolás Avellaneda
El Hospital de Clínicas Presidente Dr. Nicolás Avellaneda es un hospital público polivalente de San Miguel de Tucumán, Tucumán, Argentina. Este pertenece al Sistema Provincial de Salud (Siprosa) y se ubica en la calle Catamarca de la mencionada localidad.

## Historia
El hospital fue fundado el 16 de abril de 1945 por obra del gobernador Miguel Critto para pacientes de tuberculosis, lepra y sífilis. Este vino a reemplazar las funciones del lazareto de Villa Amalia, inspirándose en las ideas de Le Corbusier y en instituciones sanitarias existentes en Suiza. 
Posteriormente el establecimiento hospitalario fue transformado en polivalente para satisfacer la creciente demanda de pacientes con diversas patologías. Por ello se crearon servicios de guardia médica externa, pediatría, cirugía, rehabilitación de adicciones, entre otros. El hospital posee 11427 m² y cuenta con dos edificios principales: edificio Avellaneda y edificio Navarro. 

## Especialidades
El Hospital Avellaneda dispone de distintas especialidades en su haber: 
| - Cardiología - Dermatología - Clínica Médica - Ginecología - Obstetricia - Cirugía | - Maternidad - Oftalmología - Pediatría - Neumonología - Psicología - Kinesiología |

El hospital también ostenta servicios de atención de adicciones, guardia ambulatoria, acupuntura, neonatología, diagnóstico por imágenes y laboratorios. 